# Friedrich von Diebitsch
Friedrich Wilhelm Erst Johann Christoph Adolf von Diebitsch (* 29. August 1790 in Wesel; † 1. Mai 1872 in Northeim) war ein hannoverischer Generalmajor und Kommandant von Northeim.

## Leben

### Herkunft
Friedrich war ein Sohn des preußischen Hauptmanns Christian Gottlieb von Diebitsch (1752–1821) und dessen Ehefrau Wilhelmine, geborene Freiin von Troschke (1765–1833).

### Militärkarriere
Diebitsch ging in preußische Dienste und wurde am 24. Juni 1804 zum Fähnrich befördert. Am 27. Oktober 1809 wechselte er in das 7. Linie-Bataillon der King’s German Legion und avancierte Ende Juni 1811 zum Leutnant. Er kämpfte 1810/11 in Spanien und 1812/14 in Norddeutschland sowie in den Niederlanden. Am 1. März 1816 kam er als Kapitän mit Patent vom 27. März 1815 in das 4. Infanterieregiment, aus dem sich später das 4. Linienbataillon der hannoverschen Armee formierte. Am 13. Februar 1838 wurde Diebitsch als Major pensioniert.
Anschließend wurde er am 10. Februar 1841 als Kommandant nach Northeim versetzt. Dort stieg er am 12. August 1842 zum Oberstleutnant und am 16. Dezember 1851 zum Oberst auf. Am 27. Mai 1866 wurde er zum Generalmajor ernannt und starb am 1. Mai 1872 in Northeim. Er war Ehrenbürger der Städte Northeim und Münden.

### Familie
Diebitsch heiratete am 27. Juli 1819 in Rudolstadt Cäcilie Jokisch-Scheuereck (1801–1873). Das Paar hatte mehrere Kinder:
- Adolf (1820–1833)
- Meta (1822–1896) ⚭ 1856 Otto von Voigt († 1873), Oberamtsrichter
- Oskar (1823–1906), preußischer Generalmajor ⚭ 1863 Dorothea Gräfin zu Dohna-Schlodien (1837–1897), Tochter von Fabian zu Dohna-Schlodien
- Wilhelmine Auguste (1825–1861) ⚭ 1852 Ludwig Stumpff (1824–1900), Oberamtsgerichtsrat und Landtagsabgeordneter[3]
- Julie (1827–1880), Kanonistin in Ebsdorf
- Alfred (1831–1866), hannoverscher Hauptmann ⚭ 1865 Sophie Barckenhausen (* 1845)[4]
- Arthur (* 1834), preußischer Oberstleutnant ⚭ 1863 Emily Straker (1835–1898)
- Viktor (* 1836), sächsischer Oberstleutnant ⚭ 1878 Thekla Hinckel (* 1846)